# Henry Adams (Ingenieur)
Henry Adams  (* 11. Februar 1858 in Duisburg; † 9. Dezember 1929) war ein US-amerikanischer Bauingenieur.
Adams kam 1880 aus Deutschland nach Baltimore. Er arbeitete zunächst als Bauingenieur für den prominenten Bauunternehmer in Baltimore Benjamin F. Bennett und dann ab 1886 für die Regierung (Chefingenieur des Schatzamts, Supervising Architect’s Office). 1894 war er einer der Gründer der  American Society of Heating and Ventilating Engineers (ASHVE), deren Präsident er 1899 bis 1900 war. Für die Regierung baute er unter anderem die Heizungs- und Ventilatonsinstallationen in Ellis Island. 1898 gründete er ein eigenes Ingenieurbüro, Henry Adams LLC (das noch heute in Baltimore besteht).
Er war im Verwaltungsrat des Maryland Institute in Baltimore, an dem er auch zwölf Jahre unterrichtete.
Er war Ingenieur vieler Bauten in Baltimore, insbesondere nach einem großen Brand in der City Anfang des 20. Jahrhunderts (Bromo Seltzer Tower 1910, Maryland Institute of Arts 1908, wofür er den Gold Key der New York Association of Independent Architects erhielt, Baltimore Museum of Art 1929, Belvedere Hotel 1903, Equitable Building 1906, Emerson Hotel 1912, Hearst Tower 1912, Southern Hotel 1917, Church Home Hospital 1922, City College Baltimore 1928, Court Square Office Building 1926, Pittsburgh Glass Company Building 1929).
Die Firma plante auch Bauwerke in China (Peking Union Medical College) und Manila.
Er war der erste Empfänger der Goldmedaille des Institution of Structural Engineers.